# Amaral (Band)

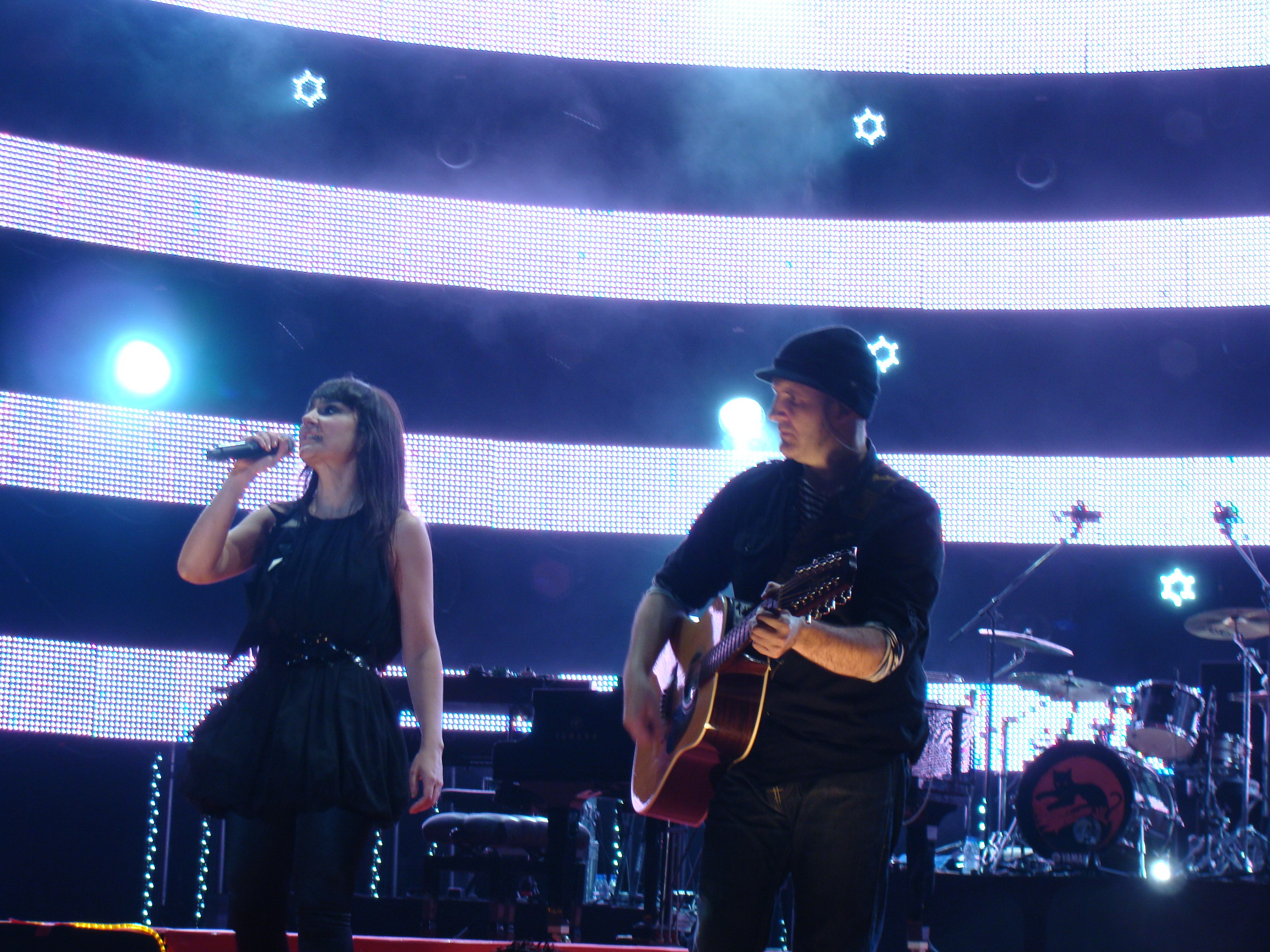
Amaral (2008)

Amaral ist eine spanische Pop- und Rockgruppe, die 1997 von Eva Amaral und Juan Aguirre in Saragossa gegründet wurde. 
Ihr bisher größter Erfolg war das Album Pájaros en la cabeza (direkt übersetzt Vögel im Kopf bzw. bildlich Flausen im Kopf), welches in Spanien zum meistverkauften des Jahres 2005 wurde. Der bekannteste Song der Band ist El universo sobre mí, der im März 2005 drei Wochen lang Platz 1 der spanischen Singles-Charts belegte.
Am 27. Juni 2008 trat Amaral beim 46664-Konzert für Nelson Mandela im Londoner Hyde Park auf. Am 3. März 2010 spielte die Band auf der spanischen Nacht im Rahmen des spanischen CeBIT Jahres.

## Diskografie

### Studioalben
| Jahr | Titel                       | Höchstplatzierung, Gesamtwochen, AuszeichnungChartsChartplatzierungen (Jahr, Titel, Platzierungen, Wochen, Auszeichnungen, Anmerkungen) | Anmerkungen                                                  |
| Jahr | Titel                       | ES | Anmerkungen                                                  |
| ---- | --------------------------- | --- | ------------------------------------------------------------ |
| 1998 | Amaral                      | ES12 Gold · (11 Wo.)ES | Charteinstieg ES: 2005                                       |
| 2000 | Una pequeña parte del mundo | ES43 Platin · (17 Wo.)ES | Erstveröffentlichung: 17. März 2000 Charteinstieg ES: 2005   |
| 2002 | Estrella de mar             | ES20 ×8Achtfachplatin · (206 Wo.)ES | Erstveröffentlichung: 4. Februar 2002 Charteinstieg ES: 2005 |
| 2005 | Pájaros en la cabeza        | ES1 ×6Sechsfachplatin · (178 Wo.)ES | Erstveröffentlichung: 14. März 2005                          |
| 2008 | Gato negro, dragón rojo     | ES1 ×2Doppelplatin · (73 Wo.)ES | Erstveröffentlichung: 27. Mai 2008                           |
| 2011 | Hacia lo salvaje            | ES1 Platin · (66 Wo.)ES | Erstveröffentlichung: 26. September 2011                     |
| 2015 | Nocturnal                   | ES3 Gold · (62 Wo.)ES | Erstveröffentlichung: 30. Oktober 2015                       |
| 2019 | Salto al color              | ES1 Gold · (71 Wo.)ES | Erstveröffentlichung: 6. September 2019                      |
| 2025 | Dolce Vita                  | ES2 (… Wo.)ES | Erstveröffentlichung: 7. Februar 2025                        |

grau schraffiert: keine Chartdaten aus diesem Jahr verfügbar

### Livealben
| Jahr | Titel                      | Höchstplatzierung, Gesamtwochen, AuszeichnungChartsChartplatzierungen (Jahr, Titel, Platzierungen, Wochen, Auszeichnungen, Anmerkungen) | Anmerkungen                              |
| Jahr | Titel                      | ES | Anmerkungen                              |
| ---- | -------------------------- | --- | ---------------------------------------- |
| 2009 | La barrera del sonido      | ES3 Gold · (44 Wo.)ES | Erstveröffentlichung: 22. September 2009 |
| 2017 | Nocturnal – Solar Sessions | ES2 (12 Wo.)ES | Erstveröffentlichung: 27. Januar 2017    |

### Kompilationen
| Jahr | Titel                            | Höchstplatzierung, Gesamtwochen, AuszeichnungChartsChartplatzierungen (Jahr, Titel, Platzierungen, Wochen, Auszeichnungen, Anmerkungen) | Anmerkungen                              |
| Jahr | Titel                            | ES | Anmerkungen                              |
| ---- | -------------------------------- | --- | ---------------------------------------- |
| 2006 | Pack especial Navidad            | ES65 (2 Wo.)ES |                                          |
| 2012 | 1998–2008                        | ES21 (22 Wo.)ES | Erstveröffentlichung: 27. November 2012  |
| 2013 | 4 Álbumes                        | ES92 (3 Wo.)ES |                                          |
| 2019 | Sus álbumes de estudio 1998-2008 | ES78 (1 Wo.)ES | Erstveröffentlichung: 13. September 2019 |

### Singles
| Jahr | Titel Album                               | Höchstplatzierung, Gesamtwochen, AuszeichnungChartsChartplatzierungen (Jahr, Titel, Album, Platzierungen, Wochen, Auszeichnungen, Anmerkungen) | Anmerkungen |
| Jahr | Titel Album                               | ES | Anmerkungen |
| ---- | ----------------------------------------- | --- | ----------- |
| 2003 | Estrella de mar                           | ES18 (1 Wo.)ES |             |
| 2005 | El universo sobre mí Pájaros en la cabeza | ES1 ×2Doppelplatin · (41 Wo.)ES |             |
| 2006 | Escapar (Slipping Away) –                 | ES3 (8 Wo.)ES | mit Moby    |
| 2009 | Perdóname Gato negro, dragón rojo         | ES37 (8 Wo.)ES |             |
| 2011 | Hacia lo salvaje                          | ES7 (20 Wo.)ES |             |
| 2011 | Antártida Hacia lo salvaje                | ES40 (3 Wo.)ES |             |
| 2014 | Ratonera –                                | ES11 (1 Wo.)ES |             |

Weitere Singles
- 2000: Cómo hablar (ES: ×2Doppelplatin )
- 2002: Sin Ti No Soy Nada (ES: Platin)
- 2002: Moriría por vos (ES: Gold)
- 2005: Marta, Sebas, Guille y los demás (ES: ×3Dreifachplatin )
- 2005: Días De Verano (ES: Platin)
- 2011: Cuando Suba La Marea (ES: Gold)
- 2019: Mares Igual Que Tú (ES: Gold)
- 2019: Ruido (ES: Gold)
- 2020: Despertar (mit Estopa, ES: Gold)

### Videoalben
- 2005: El comienzo del big bang (ES: Platin)
- 2009: La Barrera del Sonido

## Auszeichnungen für Musikverkäufe
| Silberne Schallplatte - Europa (Impala) - 2011: für das Album Hacia lo salvaje Goldene Schallplatte - Argentinien - 2004: für das Album Estrella de mar - 2005: für das Album Pájaros en la cabeza |

Anmerkung: Auszeichnungen in Ländern aus den Charttabellen bzw. Chartboxen sind in ebendiesen zu finden.
| Land/RegionAuszeichnungen für Musikverkäufe (Land/Region, Auszeichnungen, Verkäufe, Quellen) | Silber  | Gold       | Platin       | Verkäufe  | Quellen                                                     |
| -------------------------------------------------------------------------------------------- | ------- | ---------- | ------------ | --------- | ----------------------------------------------------------- |
| Argentinien (CAPIF)                                                                          | —       | 2× Gold2   | —            | 40.000    | capif.org.ar (Memento vom 6. Juli 2011 im Internet Archive) |
| Europa (Impala)                                                                              | Silber1 | —          | —            | 20.000    | impalamusic.org                                             |
| Spanien (Promusicae)                                                                         | —       | 9× Gold9   | 28× Platin28 | 2.195.000 | elportaldemusica.es                                         |
| Insgesamt                                                                                    | Silber1 | 11× Gold11 | 28× Platin28 |           |                                                             |

## Ehrungen
- MTV: Beste spanische Band (2002), für "Estrella de Mar"
- Musicawards (2003): Bester Autor "Revolución", bester Künstler "Revolución", bester Song u. bester Popsong "Sin ti no soy nada", bestes Popalbum
- Musicawards (2005): Bestes Album "Pájaros en la cabeza", bester Song und bestes Video
- Premio Ondas (2005): Bestes spanisches Album für "Pájaros en la cabeza"
- MTV: Beste spanische Band (2008)